# 1890 en Nouvelle-Écosse
Chronologie de la Nouvelle-Écosse
- 1886
- 1887
- 1888
- 1889
- 1890
- 1891
- 1892
- 1893
- 1894

Cette page concerne des événements survenus en 1890 dans la province canadienne de Nouvelle-Écosse.

## Politique

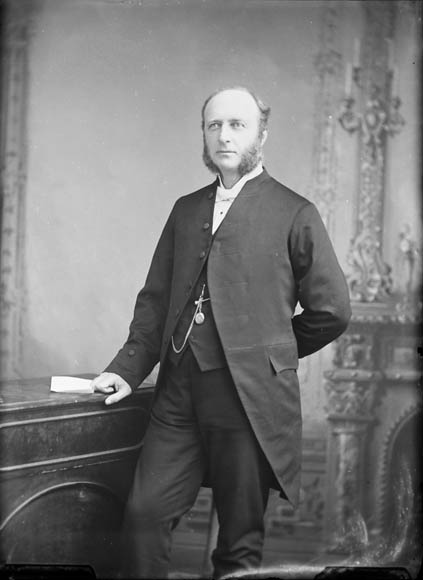
Malachy Bowes Daly

- Premier ministre : William S. Fielding
- Chef de l'Opposition :
- Lieutenant-gouverneur : Archibald Woodbury McLelan puis Malachy Bowes Daly
- Législature :

## Événements
- Troisième convention nationale acadienne à Pointe-de-l'Église.